# Лобисевич Опанас Кирилович

Родовий герб Лобисевичів

Опана́с Лобисе́вич (1732, Погар — 14 вересня 1805, Леньків, Гетьманщина) — письменник, один з піонерів українського національного відродження. Походив з козацького роду.

## Життєпис
Народився у м. Погар на Стародубщині. Представник шляхетського роду, що веде початок від козацько-старшинської родини — Лобисевичі.
1752 — закінчив Києво-Могилянську академію по класу риторики.
На запрошення брата Кирила перебрався до Санкт-Петербургу, де продовжив освіту в 1754 у Академічному університеті Петербурзької академії наук. Тут слухав лекції з філософії академіка Йосифа Брауна, знавця класичної історії та філології Йоганна Фішера та інших відомих вчених. Спілкувався з українськими і російськими культурними діячами. Зокрема, з Григорієм Полетикою, Олексієм Мусіним-Пушкіним та ін.
У 1760 Лобисевич був запрошений перекладачем в Академію наук Санкт-Петербурга. Почав займатися перекладами з латинської мови.
Службова і літературна кар'єра в Санкт-Петербурзі обірвалася: у тому ж 1760 році за вказівкою М. Ломоносова Опанаса Лобисевича і його друга Семена Дівовича виключили з університету нібито «за неходіння на професорські лекції». Втручанням президента Академії наук гетьмана графа Кирила Розумовського, який був покровителем родини Лобисевичів, Опанас був відновлений в правах студентів.
Але згодом вже добровільно, в 1761, звільнився з університету і на запрошення гетьмана приїхав до Глухова, де став перекладачем гетьманської канцелярії при К. Розумовському. У 1765 році в ранзі капітан-поручика призначений секретарем Розумовського, відповідальним за письмову кореспонденцію.
До 1767 подорожував з гетьманом по Європі, побував в Німеччині, Франції, Італії, Швейцарії, Великій Британії.
З 1769 — генерал-аудитор-лейтенант в чині прем'єр-майора; керував канцелярією тепер уже фельдмаршала Кирила Розумовського, з 1773 — генерал-аудитор-фельдмаршал в ранзі підполковника. Перебуваючи на службі у Кирила Розумовського, Лобисевич був фактично вільною від формальних обов'язків людиною, близькою до гетьмана, українські та автономістські симпатії якого вплинула на формування літературних та суспільно-політичних поглядів Лобисевича.
Опанас Лобисевич відновив роботу над перекладами. З 1770 друкувався у різноманітних журналах.
У 1774 в ранзі полковника вийшов у відставку. В цьому ж році одружився з Катериною Губчиць, донькою бунчукового товариша, згодом Могилянського повітового предводителя, надвірного радника М. Губчиця, великого землевласника Стародубського полку.
У 1783 обраний Могилянським повітовим маршалком шляхти.
У 1785–1787 — новгород-сіверський губерніальний маршалок шляхти.
Брав участь у шляхетській депутатській комісії з перевірки шляхетських прав. Під його наглядом побудовані «Врата» (тріумфальна арка) в Новгороді-Сіверському, через який (22-24.01.1787) пролягав шлях Катерини II з Санкт-Петербурга до Криму. Після закінчення своїх повноважень переселився з родиною в родовий маєток — село Карбовщина на Почепщині, отриманий в 1774 в нагороду від Кирила Розумовського, під кінець життя жив в основному в маєтку дружини в селі Леньків, в 7 км від Новгорода-Сіверського. Звідси їздив у справах до Новгород-Сіверського.
У 1797 призначений радником і депутатом Малоросійського генерального суду. У період перебування у Санкт-Петербурзі почав займатися перекладацькою діяльністю, друкував переклади у часописах. У 1790-х готує до друку трагікомедію Григорія Кониського «Воскресеніе Мертвих», написав у бурлескно-травестійному стилі українською мовою літературний твір, досі не знайдений.

### Участь у патріотичному гуртку
У 1770-х разом з Г. Долинським, М. Значко-Яворським, М. Миклашевський, Г. Полетикою, А. Худорбой та ін. належав до найбільш активних членів та був одним із лідерів Новгород-Сіверського патріотичного гуртка (1780–1790 рр.).

### Смерть
Помер в с. Леньків (нині Чернігівська область, Україна).

## Творчість
Опанас Лобисевич — один із зачинателів українського національного відродження.
Переробив на українську мову в бурлескно-травестійну стилі еклоги Вергілія (з «Буколіки») — «Вергилиевы пастухи, в малороссийский кобеняк переодетые» (1794, не зберігся).
Залишив переклади з французької мови — «Слово президента де Монтеск'є», «Опис печери бога сну Овідієвих перетворень» та ін.